# Memex
Il memex è un calcolatore analogico dotato di un sistema di archiviazione, ideato dallo scienziato e tecnologo statunitense Vannevar Bush negli anni trenta e mai realizzato, da molti considerato il precursore del personal computer e degli ipertesti.

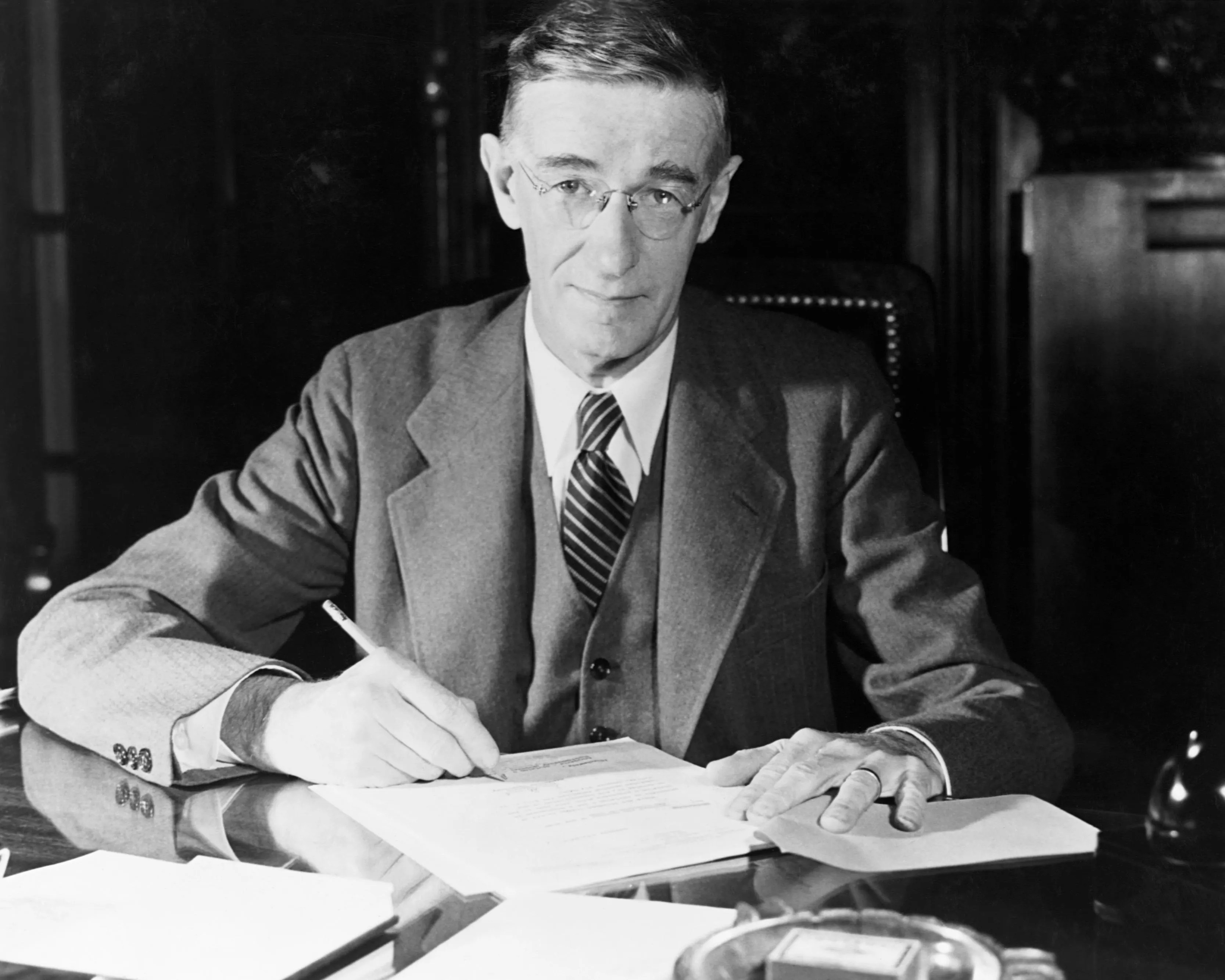
Vannevar Bush, ideatore del memex

## Storia
Fin dagli anni trenta, Bush si accorse che la letteratura scientifica si stava espandendo ad una velocità superiore rispetto alla capacità dell'uomo (e dello scienziato) di comprenderla o di controllarla. Ciò faceva sorgere nuovi problemi, nuove sfide:
Bush, che si considerava più un ingegnere che uno scienziato, per il suo progetto era partito da un'esigenza concreta, la ricerca della soluzione di un problema specifico: come rendere più efficiente l'archiviazione ed il reperimento del sapere, dato che l'informazione, organizzata all'epoca in biblioteche, risultava spesso di difficile o impossibile accesso. Lo scienziato descrisse il memex nel suo fondamentale saggio As We May Think (in italiano "Come potremmo pensare", pubblicato su «The Atlantic Monthly») nel luglio 1945, negli ultimi mesi della seconda guerra mondiale, ma in realtà la genesi con le intuizioni fondamentali risalivano ai primi anni trenta. Bush stesso, a posteriori, avrebbe datato il memex al 1932.
Il memex (dalla contrazione di memory expansion, "espansione della memoria") era un sistema nel quale un individuo avrebbe registrato i propri libri, il proprio archivio e le proprie comunicazioni personali, meccanizzato in modo da poter essere consultato con eccezionali velocità e versatilità, una sorta di "espansione privata" della sua memoria. Le sue caratteristiche e l'uso che Bush ne prevedeva, di tipo prevalentemente individuale, ne fanno un antenato dell'odierno personal computer. Nel definire una macchina immaginaria - sapeva infatti che per l'epoca non era ancora realizzabile - Bush operò una selezione tra le tecnologie del tempo e ipotizzò quale sarebbe stato il loro sviluppo futuro, riflettendo inoltre sulle conseguenze che una tale innovazione avrebbe potuto avere.
Bush, che operava nell'epoca precedente all'avvento dell'informatica digitale, aveva progettato numerosi modelli di macchine analitiche e concepì quindi il suo apparecchio come un avanzato calcolatore analogico, un dispositivo di tipo elettro-ottico e non più meccanico, basato sull'uso del microfilm, che all'epoca era la più avanzata e promettente forma di archiviazione delle informazioni (Bush aveva già progettato un “Selettore rapido“ di microfilm). Nel memex i microfilm, i dispositivi di selezione foto-ottica, i controlli da tastiera e la fotografia a secco si sarebbero combinati per creare una macchina che rispecchiasse e supportasse i processi della mente umana. Bush aveva persino previsto l'aggiunta dell'interazione vocale alla sua macchina (attraverso un sintetizzatore vocale elettronico e un sistema di riconoscimento vocale).
Il memex era descritto come una scrivania dotata di schermi traslucidi, una tastiera, un set di bottoni e di leve. All'interno erano collocati i meccanismi motorizzati per la ricerca ultra-rapida di un vasto archivio di microfilm contenente materiali a stampa di ogni genere (sia testi che immagini). Oltre a cercare e reperire informazioni in questo modo, il memex avrebbe dovuto permettere al lettore di aggiungere note a margine e scrivere commenti sfruttando la fotografia a secco. Cosa più importante di tutte, il memex avrebbe dovuto consentire la creazione di “collegamenti” stabili tra documenti diversi, attraverso la loro semplice selezione e la pressione di un tasto da parte dell'utente. Questa sua caratteristica rende il memex di Bush il precursore dei sistemi ipertestuali, come quelli che costituiscono il World Wide Web.
Bush ipotizzò inoltre che l'uso esteso dei memex avrebbe dato vita a nuove figure professionali, come i trailblazers (da to blaze a trail, gergo dei boscaioli americani), individui specializzati nel tracciare nuove piste o percorsi associativi nella grande massa di informazioni già esistenti. Nel suo saggio As We May Think, Bush riporta l'impressionante descrizione di una sessione di lavoro con memex, del tutto simile a quella di una ricerca su internet, con quasi cinquant'anni di anticipo. Profetizzava inoltre che:
Nello stesso momento in cui scriveva del Memex, Bush sosteneva che le macchine calcolatrici e l'intelligenza artificiale sarebbero arrivati ad avere un ruolo importante nella vita intellettuale dell'uomo.

Al memex fu ispirato oN Line System (NLS), un sistema software progettato da Douglas Engelbart ed oggi considerato come il primo esempio di groupware, ovvero di sistema software esplicitamente dedicato al supporto del lavoro cooperativo e della condivisione di informazioni.
Il nome Memex è stato utilizzato come contenitore di argomenti per le rubriche scientifiche trasmesse da Rai Scuola.